# 夏加尔博物馆
夏加尔博物馆（Musée Marc Chagall）又名国立夏加尔圣经信息博物馆（Musée national message biblique Marc Chagall）是一个国立博物馆，位于法国尼斯，专门收藏画家马克·夏加尔的作品 -从本质上讲他的作品灵感来自宗教。
该博物馆由艺术家在生前创建，得到了文化部长安德烈·马尔罗的支持，成立于1973年。它又名“国立夏加尔圣经信息博物馆”，因为它收藏夏加尔17幅圣经题材（创世纪、出埃及记和雅歌）的系列画。